# Blädjan
Blädjan är en cirka 40 kilometer lång å i Härjedalen i centrala Sverige. Den utgör ett biflöde till Härjån i Ljusnans flodområde. Blädjan rinner upp i sydvästra Härjedalen, endast cirka en mil öster om gränsen mot Dalarna, och strömmar först åt nordost, därpå rakt österut genom vidsträckta skogs- och myrområden. Blädjan passerar där Ryflovallen. Cirka 7 kilometer öster om Ryflovallen bildar den det milslånga vattenmagasinet Smedjemorsjön, som inte är utsatt på kartor från 1980-talet och tidigare. 
Efter Smedjemorsjön går Blädjan åt sydost förbi Nybodarna ner mot Lillhärdal, där den mynnar i Härjån strax söder om byn Nordanhån. Viktiga biflöden är Kettilsjöån, Stuvvasslan, Storvasslan och Lillvasslan.